# Пролив Нэрса

Пролив Нэрса (дат. Nares Strædet, англ. Nares Strait) — пролив в Северном Ледовитом океане, разделяющий северо-запад Гренландии и остров Элсмир и соединяющий море Баффина с морем Линкольна.
Пролив состоит из серии малых проливов и «заливов» (более расширенные места пролива): пролив Смита, залив Кейна, пролив Кеннеди, залив Холла и пролив Робсон, общей длиной более 500 км. В самом узком месте его ширина составляет около 18 км, это наименьшее расстояние не только между Канадой и Гренландией, но и в политическом плане между Европой и Северной Америкой. В проливе Кеннеди расположен остров Ханс, принадлежащий Канаде и Дании (Гренландия).
Своё название пролив получил в честь британского морского офицера и полярного исследователя Джорджа Нэрса, в 1870-е годы исследовавшего этот район. В 1964 году датским и канадским правительством было окончательно урегулировано наименование пролива.
Пролив Нэрса находится далеко на севере и вдали от тёплых течений, поэтому даже в летнее время навигация затруднена, облегчить её возможно при помощи ледоколов.